# Tamás Darnyi
Tamás Darnyi   (Budapest, 3 de juny de 1967) és un nedador hongarès, ja retirat, guanyador de quatre medalles olímpiques d'or, considerat per molts com un dels més grans nedadors combinats de la història, invicte en les proves d'estils individuals des de 1985 fins a la seva retirada, el 1993. Fou el primer nedador a baixar dels dos minuts en la prova dels 200 metres estils.

## Carrera esportiva
Va participar, a 21 anys, en els Jocs Olímpics d'Estiu de 1988 celebrats a Seül (Corea del Sud), on va aconseguir guanyar la medalla d'or en els 200 i els 400 metres estils, aconseguint en ambdós casos sengles rècords del món. En aquests mateixos Jocs participà en els 200 metres esquena, si bé fou eliminat en la primera ronda. En els Jocs Olímpics d'Estiu de 1992 celebrats a Barcelona (Catalunya) aconseguí revalidar els seus dos títols olímpics, esdevenint el primer nedador a aconseguir-ho en les dues proves.
Al llarg de la seva carrera ha guanyat 5 medalles en el Campionat del Món de natació, entre elles quatre medalles d'or, i 8 medalles en el Campionat d'Europa de natació, totes elles d'or. També guanyà 57 campionats hongaresos.
Fou escollit nedador de l'any per la revista Swimming World Magazine els anys 1987 i 1991, així com nedador europeu de l'any els anys 1987, 1988 i 1991.